# 2e cérémonie des Screen Actors Guild Awards
La 2e cérémonie des Screen Actors Guild Awards, décernés par la Screen Actors Guild, a eu lieu le 24 février 1996, et a récompensé les acteurs et actrices du cinéma et de la télévision ayant tourné en 1995.

## Palmarès et nominations

### Cinéma

#### Meilleur acteur dans un premier rôle
- Nicolas Cage pour le rôle de Ben Sanderson dans Leaving Las Vegas
  - Anthony Hopkins pour le rôle de Richard Nixon dans Nixon
  - James Earl Jones pour le rôle du Révérend Stephen Kumalo dans Pleure, ô pays bien-aimé (Cry, the Beloved Country)
  - Sean Penn pour les rôles de Matthew Poncelet dans La Dernière Marche (Dead Man Walking)
  - Massimo Troisi pour le rôle de Mario Ruoppolo dans Le Facteur (Il Postino)

#### Meilleure actrice dans un premier rôle
- Susan Sarandon pour le rôle de la Sœur Helen Prejean dans La Dernière Marche (Dead Man Walking)
  - Joan Allen pour le rôle de Pat Nixon dans Nixon
  - Elisabeth Shue pour le rôle de Sera dans Leaving Las Vegas
  - Meryl Streep pour le rôle de Francesca Johnson dans Sur la route de Madison (The Bridges of Madison County)
  - Emma Thompson pour le rôle d'Elinor Dashwood dans Raison et Sentiments (Sense and Sensibility)

#### Meilleur acteur dans un second rôle
- Ed Harris pour le rôle de Gene Kranz dans Apollo 13
  - Kevin Bacon pour le rôle de Henri Young dans Meurtre à Alcatraz (Murder in the First)
  - Kenneth Branagh pour le rôle d'Iago dans Othello
  - Don Cheadle pour le rôle de Mouse Alexander dans Le Diable en robe bleue (Devil in a Blue Dress)
  - Kevin Spacey pour le rôle de Roger "Verbal" Kint dans Usual Suspects (The Usual Suspects)

#### Meilleure actrice dans un second rôle
- Kate Winslet pour le rôle de Marianne Dashwood dans Raison et Sentiments (Sense and Sensibility)
  - Stockard Channing pour le rôle de Ruby McNutt dans Smoke
  - Anjelica Huston pour le rôle de Mary dans Crossing Guard (The Crossing Guard)
  - Mira Sorvino pour le rôle de Linda Ash dans Maudite Aphrodite (Mighty Aphrodite)
  - Mare Winningham pour le rôle de Georgia Flood dans Georgia

#### Meilleure distribution
- Apollo 13
  - Get Shorty
  - Le Patchwork de la vie (How to Make an American Quilt)
  - Nixon
  - Raison et Sentiments (Sense and Sensibility)

### Télévision
Note : le symbole « ♕ » rappelle le gagnant de l'année précédente (si nomination).

#### Meilleur acteur dans une série dramatique
- Anthony Edwards pour le rôle du Dr Mark Greene dans Urgences (ER)
  - George Clooney pour le rôle du Dr Doug Ross dans Urgences (ER)
  - David Duchovny pour le rôle de Fox Mulder dans X-Files : Aux frontières du réel (The X-Files)
  - Dennis Franz pour le rôle d'Andy Sipowicz dans New York Police Blues (NYPD Blue) ♕
  - Jimmy Smits pour le rôle de Bobby Simone dans New York Police Blues (NYPD Blue)

#### Meilleure actrice dans une série dramatique
- Gillian Anderson pour le rôle de Dana Scully dans X-Files : Aux frontières du réel (The X-Files)
  - Christine Lahti pour le rôle de Kathryn Austin dans La Vie à tout prix (Chicago Hope)
  - Sharon Lawrence pour le rôle de Sylvia Costas dans New York Police Blues (NYPD Blue)
  - Julianna Margulies pour le rôle du Dr Carol Hathaway dans Urgences (ER)
  - Sela Ward pour le rôle de Theodora Sorenson dans Les Sœurs Reed (Sisters)

#### Meilleure distribution pour une série dramatique
- Urgences (ER)
  - New York, police judiciaire (Law & Order)
  - New York Police Blues (NYPD Blue) ♕
  - La Vie à tout prix (Chicago Hope)
  - Un drôle de shérif (Picket Fences)

#### Meilleur acteur dans une série comique
- David Hyde Pierce pour le rôle de Niles Crane dans Frasier
  - Jason Alexander pour le rôle de George Costanza dans Seinfeld ♕
  - Kelsey Grammer pour le rôle de Frasier Crane dans Frasier
  - Paul Reiser pour le rôle de Paul Buchman dans Dingue de toi (Mad About You)
  - Michael Richards pour le rôle de Cosmo Kramer dans Seinfeld

#### Meilleure actrice dans une série comique
- Christine Baranski pour le rôle de Maryann Thorpe dans Cybill
  - Candice Bergen pour le rôle de Murphy Brown dans Murphy Brown
  - Helen Hunt pour le rôle de Jamie Buchman dans Dingue de toi (Mad About You) ♕
  - Lisa Kudrow pour le rôle de Phoebe Buffay dans Friends
  - Julia Louis-Dreyfus pour le rôle d'Elaine Benes dans Seinfeld

#### Meilleure distribution pour une série comique
- Friends
  - Frasier
  - Seinfeld ♕
  - Dingue de toi (Mad About You)
  - Cybill

#### Meilleur acteur dans un téléfilm ou dans une minisérie
- Gary Sinise pour le rôle de Harry S. Truman dans Truman
  - Alec Baldwin pour le rôle de Stanley Kowalski dans Un Tramway nommé désir (A Streetcar Named Desire)
  - Laurence Fishburne pour le rôle de Hannibal Lee dans Pilotes de choix
  - James Garner pour le rôle de Jim Rockford dans The Rockford Files: A Blessing in Disguise
  - Tommy Lee Jones pour le rôle de Hewey Calloway dans The Good Old Boys (en)

#### Meilleure actrice dans un téléfilm ou dans une minisérie
- Alfre Woodard pour le rôle de Berniece Charles dans The Piano Lesson
  - Glenn Close pour le rôle de Margarethe Cammermeyer dans Les Galons du silence
  - Sally Field pour le rôle de Bess Garner dans A Woman of Independent Means (en)
  - Anjelica Huston pour le rôle de Calamity Jane dans Buffalo Girls (en)
  - Sela Ward pour le rôle de Jessica Savitch dans Almost Golden: The Jessica Savitch Story (en)

### Screen Actors Guild Life Achievement Award
- Robert Redford

## Récompenses et nominations multiples

### Nominations multiples

#### Cinéma
3 : Nixon, Raison et Sentiments
2 : Apollo 13, La Dernière Marche, Leaving Las Vegas

#### Télévision
4 : Urgences, New York Police Blues, Seinfeld
3 : Frasier, Dingue de toi
2 : X-Files : Aux frontières du réel, La Vie à tout prix, Friends, Cybill

#### Personnalités
2 : Sela Ward

### Récompenses multiples

#### Cinéma
2/2 : Apollo 13

#### Télévision
2/4 : Urgences